# Chris Govedaris
Chris Govedaris (* 2. Februar 1970 in Toronto, Ontario) ist ein ehemaliger kanadisch-griechischer Eishockeyspieler, der während seiner aktiven Zeit von 1986 bis 2002 unter anderem für die Hartford Whalers und die Toronto Maple Leafs in der National Hockey League gespielt hat.

## Karriere
Govedaris begann seine Karriere 1986 in der kanadischen Juniorenliga Ontario Hockey League bei den Toronto Marlboros. Dort konnte sich der damals 16-jährige stetig verbessern und gehörte bereits in seinem ersten Jahr zu den besten Scorern im Team. In der Saison 1986/87 konnte er in 64 Spielen 64 Scorerpunkte erzielen. Schon damals spielte der robuste Stürmer körbetontes Eishockey und kassierte 148 Strafminuten. Nach einer weiteren äußerst erfolgreichen Spielzeit in Toronto, wurden die NHL-Scouts auf ihn aufmerksam. Während des NHL Entry Draft 1988 waren es die Hartford Whalers, die ihn in der ersten Runde an insgesamt elfter Position auswählten.
Daraufhin spielte er eine weitere Saison bei den Marlboros, ehe er 1990 einen Vertrag bei den Hartford Whalers unterschrieb. Die Verantwortlichen der Whalers setzten den 1,85 m großen und 98 kg schweren Linksschützen in den folgenden Jahren überwiegend in der American Hockey League bei den Springfield Indians, dem damaligen Farmteam, ein. Trotz guter Leistungen konnte er sich in der NHL nicht durchsetzen. In den vier Jahren, die er bei den Whalers unter Vertrag stand, kam er lediglich auf 33 NHL-Einsätze und erzielte dabei sechs Scorerpunkte.
Im Sommer 1993 wechselte er als Free Agent innerhalb der NHL zu den Toronto Maple Leafs. Auch hier spielte er fast ausschließlich in der AHL bei den St. John’s Maple Leafs. Nach nur einem Jahr verließ er erneut den Verein und schloss sich den Detroit Red Wings an, die ihn jedoch nur in deren Farmteam, den Adirondack Red Wings, einsetzten.
Nachdem er sich schließlich kaum noch Chancen auf ein dauerhaftes Engagement in der NHL ausrechnete, entschied er sich 1996 für einen Wechsel in die Deutsche Eishockey Liga zu den Eisbären Berlin. Hier gehörte er sofort zum Stammkader und war einer der Leistungsträger im Team. Mit den Eisbären konnte der gebürtige Kanadier mit griechischen Wurzeln große Erfolge feiern. Neben den Erfolgen in der DEL erreichte er den dritten Platz bei der European Hockey League 1998/99 sowie zweimal den zweiten Platz beim IIHF Continental Cup in den Jahren 1997 und 1999. Nach fünf Spielzeiten verließ er 2001 den Verein und schloss sich dem schwedischen Zweitligisten Leksands IF an, mit dem er auf Anhieb den Aufstieg in die Elitserien erreichte. Anschließend beendete er seine Karriere im Alter von 32 Jahren.

### International
Für die kanadische Nationalmannschaft nahm Govedaris an der Weltmeisterschaft 1995 in Schweden teil und gewann mit seiner Mannschaft die Bronzemedaille. Insgesamt kam er in acht Spielen zum Einsatz und erzielte dabei ein Tor. Darüber hinaus wies er eine Plus/Minus-Statistik von +1 auf.

## Erfolge und Auszeichnungen
- 1991 Calder-Cup-Gewinn mit den Springfield Indians
- 1995 Bronzemedaille bei der Weltmeisterschaft
- 2002 Aufstieg in die Elitserien mit Leksands IF